# Oranje passiebloemvlinder
De oranje passiebloemvlinder (Dryas iulia) is een vlinder uit de onderfamilie van de passiebloemvlinders (Heliconiinae) en de enige soort in geslacht Dryas. Het is een vormenrijke soort waarin meer dan een dozijn ondersoorten werden benoemd.

## Verspreiding en leefgebied
Deze soort komt algemeen voor van tropisch Zuid-Amerika en Midden-Amerika tot in het zuiden van de Verenigde Staten (zuiden van Texas en Florida). 

## Kenmerken
De vlinder heeft een spanwijdte van 7,5-9,5 cm. De vlinders hebben lange, smalle voorste vleugels. Mannetjes zijn feloranjebruin van kleur en hebben een zwarte vlek op de voorste rand van de voorste vleugel. Vrouwtjes zijn valer gekleurd en missen de zwarte vlek. Aan de onderkant zijn de vlinders vaal oranjebruin van kleur met twee rode vlekken bij de vleugelbasis. Er zijn een aantal ondersoorten die verschillen in zowel intensiteit van de vleugelkleur als formaat afhankelijk van de biotoop

## Leefwijze
De vlinders voeden zich onder andere met nectar van Lantana camara. Waardplanten van de stekelige, lichtbruine rupsen zijn onder andere Passiflora biflora, Passiflora caerulea, Passiflora lutea en Passiflora vitifolia.

## Ondersoorten
- Dryas iulia iulia
  - = Dryas iulia juncta Comstock, 1944
- Dryas iulia alcionea (Cramer, 1779)
  - = Colaenis iulia titio Stichel, [1908
- Dryas iulia carteri Riley, 1926
- Dryas iulia delila (Fabricius, 1775)
  - = Papilio cillene Cramer, 1779
- Dryas iulia dominicana (Hall, 1917)
- Dryas iulia framptoni (Riley, 1926)
- Dryas iulia fucatus (Boddaert, 1783)
  - = Colaenis iulia hispaniola Hall, 1917
- Dryas iulia juncta Comstock, 1944
- Dryas iulia largo Clench, 1975
- Dryas iulia lucia (Riley, 1926)
- Dryas iulia martinica Enrico & Pinchon, 1969
- Dryas iulia moderata (Riley, 1926)
- Dryas iulia nudeola (Bates, 1934)
- Dryas iulia warneri (Hall, 1936)
- Dryas iulia zoe Miller & Steinhauser, 1992